# Emamectin
Emamectin là dẫn xuất 4"-deoxy-4"-methylamino của abamectin, một loại macrocyclic 16 thành phần được sản xuất bởi quá trình lên men của cây xạ khuẩn Streptomyces avermitilis. Nó thường được điều chế dưới dạng muối với axit benzoic, emamectin benzoate, là một loại bột màu trắng hoặc vàng nhạt. Emamectin được sử dụng rộng rãi ở Mỹ và Canada dưới dạng thuốc trừ sâu vì đặc tính kích hoạt kênh chloride của nó.

## Lịch sử
Emamectin, được sản xuất bởi vi khuẩn Streptomyces avermitilis, thuộc họ hợp chất avermectin, tất cả đều có độc tính đối với tuyến trùng, động vật chân đốt và một số loài gây hại khác. Đặc biệt, muối benzoate của emamectin đã được sử dụng rộng rãi như một loại thuốc trừ sâu và được EPA chấp thuận để sử dụng trong việc ngăn chặn sâu đục thân ngọc lục bảo trong cây tro. Emamectin có nguồn gốc từ avermectin B1, còn được gọi là abamectin, một hỗn hợp của avermectin B1a và B1b tự nhiên. Emamectin cũng đã cho thấy những ứng dụng đầy hứa hẹn trong việc diệt trừ chấy cá và trong nuôi cá. Emamectin được phát minh bởi Regina D. Leseota, Pradip K. Mookerjee, John Misselbrook, và Robert F. Peterson Jr. và được cấp bằng sáng chế vào ngày 25 tháng 9 năm 2001, được phê duyệt ngày 22 tháng 8 năm 2002. Nó được phát triển dưới dạng thuốc trừ sâu bởi Merck và Company và lần đầu tiên được bán lại vào năm 1997 tại Israel và Nhật Bản.

## Chuẩn bị
Emamectin có nguồn gốc từ abamectin bằng cách thay thế nhóm epi-amino-methyl (NHCH3) bằng nhóm hydroxyl (-OH) tại nhóm 4"-position. Emamectin, giống như abamectin, là hỗn hợp của hai hợp chất tương đồng được gọi là B1a và B1b, khác nhau trên chuỗi bên C-25 bởi một nhóm methylene (CH2). B1a chứa nhóm sec -butyl trong khi B1b có nhóm isopropyl. Emamectin là một hỗn hợp, thường bao gồm 10% B1b và 90% B1a.
Sinh tổng hợp Avermectin được phân thành ba giai đoạn: sự hình thành aglycone ban đầu được tạo ra từ polyketide, điều chỉnh aglycone ban đầu để tạo ra aglycone avermectin và glycosyl hóa aglycone avermectin để tạo ra avermectin.

## Công dụng
Emamectin được sử dụng rộng rãi trong việc kiểm soát các loài sâu hại (thứ tự côn trùng là ấu trùng là sâu bướm và khi trưởng thành có bốn cánh rộng bao gồm bướm, bướm đêm và trượt tuyết) trong các sản phẩm nông nghiệp ở Mỹ, Nhật Bản, Canada và gần đây là Đài Loan. Tỷ lệ ứng dụng thấp của hoạt chất cần thiết (~6 g/mẫu) và khả năng ứng dụng phổ rộng vì thuốc trừ sâu đã thu được sự phổ biến đáng kể của emamectin trong nông dân.
Emamectin đã được chứng minh là có khả năng lớn hơn trong việc làm giảm sự thành công thuộc địa của bọ cánh cứng và sâu đục gỗ liên quan đến cây thông loblolly (Pinus taeda L).6 Một nghiên cứu năm 2006 về việc tiêm bu-lông bốn loại thuốc trừ sâu được tìm thấy chống lại các loài này liên quan đến lượng thức ăn của ấu trùng, chiều dài và số lượng phòng trưng bày trứng.6 Sự hình thành các tổn thương dọc dài ở phloem và xylem xung quanh các điểm tiêm emamectin đã được tìm thấy cho thấy mức độ độc tính của cây đối với emamectin.
Một chế phẩm hòa tan trong nước của emamectin trong polysorbate, acetone và methanol đã được chứng minh là ngăn chặn sự héo của cây thông đen Nhật Bản được tiêm bằng tuyến trùng gỗ thông (Bursaphelenchus xylophilus). Điều trị trước đây về nhiễm trùng B. xylophilus liên quan đến việc xóa sổ dân số địa phương của thợ cưa thông Nhật Bản liên quan đến sự lây lan của tuyến trùng.
Emamectin cũng đã được sử dụng thành công bởi những người nuôi cá trong việc kiểm soát rận biển ở cá hồi Đại Tây Dương. Vương quốc Anh, Chile, Ireland, Iceland, Phần Lan, Quần đảo Faroe, Tây Ban Nha và Na Uy hiện đang đăng ký sử dụng emamectin trong thức ăn cho cá của họ. Việc loại bỏ rận biển gây phiền toái cho thấy sự gia tăng tính toàn vẹn của sản phẩm salmonid của chúng do sự giảm các mầm bệnh vi khuẩn và vi rút có thể do rận biển mang theo. Emamectin đã cho thấy hiệu quả chống lại tất cả các giai đoạn trong vòng đời của Lepeophtheirus salmonis (rận cá hồi) và Caligus elongatus (rận biển), ngăn chặn sự trưởng thành đến giai đoạn sinh sản.
Một hợp chất dihydroxy avermectin B1, ivermectin, được sử dụng bằng đường uống ở người như một loại thuốc diệt muỗi và thuốc trừ sâu để điều trị bệnh giun lươn và bệnh giun đũa. Bác sĩ thú y cũng sử dụng ivermectin trong điều trị giun tim ở chó và các bệnh truyền nhiễm khác.

## Cấu trúc và tính chất
Emamectin, giống như các avermectin khác, là một loại macrocyclic lactone 16 thành viên kỵ nước. Emamectin khác với avermectin B1a và B1b bởi sự hiện diện của một nhóm hydroxyl ở nhóm 4"-epimethylamino chứ không phải là nhóm 4"-position. Avermectin là các hợp chất có nguồn gốc polyacyclic được liên kết với một disacarit của deoxysugar oleandrose đã methyl hóa.
Việc xác định vị trí hoạt động của avermectin là khó khăn do độ hòa tan kém và tính ưa ẩm của các hợp chất này.

## Chất độc và chuyển hóa
Emamectin hoạt động như một chất kích hoạt kênh chloride bằng cách liên kết với thụ thể gamma aminobutyric acid (GABA) và các kênh chloride glutamate bị phá vỡ làm gián đoạn tín hiệu thần kinh trong động vật chân đốt. Hợp chất này kích thích giải phóng GABA từ các khớp thần kinh giữa các tế bào thần kinh và đồng thời làm tăng ái lực của GABA đối với thụ thể của nó trên màng tế bào sau khớp của côn trùng và động vật chân đốt. Liên kết mạnh hơn của GABA làm tăng tính thấm của tế bào đối với các ion chloride trong tế bào do gradient nồng độ hypotonic. Do đó dẫn truyền thần kinh giảm do quá trình siêu phân cực tiếp theo và loại bỏ sự truyền tín hiệu.